# Adam Schiff
Adam Bennett Schiff (Framingham, 22 de junho de 1960) é um político norte-americano. Atualmente é senador pela Califórnia no Congresso dos Estados Unidos desde 2025. Foi também 2001 ao final de 2024, membro da Câmara dos Representantes. Ele pertence a ala centrista do Partido Democrata.
Formado em ciências políticas na Universidade Stanford e em direito na Harvard Law School, ele começou sua carreira trabalhando no escritório do procurador-geral em Los Angeles. Em 1996, foi eleito para o Senado estadual da Califórnia, onde serviu no comitê judiciário. Em 2001, foi eleito para a Câmara dos Representantes federal. No seu serviço no Congresso, votou a favor da Invasão do Iraque de 2003 (embora dois anos depois afirmou ter se arrependido), trabalhou por reformas no setor de inteligência, demonstrou apoio à intervenção militar saudita no Iêmen e defende o direito de Israel de se defender de ataques palestinos. Ganhou proeminência nacional por seu papel na investigação sobre a interferência russa na eleição presidencial nos Estados Unidos em 2016. Em 2019, se tornou presidente do Comitê de Inteligência da Câmara, cargo que ocupou até 2023.
Schiff foi, por duas décadas, uma das principais vozes dentro do Partido Democrata em questões de política externa e segurança nacional dentro da Câmara dos Representantes.